# Splanchnonema pupula
Splanchnonema pupula är en svampart som tillhör divisionen sporsäcksvampar, och som först beskrevs av Fr., och fick sitt nu gällande namn av Carl Ernst Otto Kuntze. Splanchnonema pupula ingår i släktet Splanchnonema, och familjen Pleomassariaceae. Arten är reproducerande i Sverige.